# Cases Cabot
Les cases Cabot, també conegudes com a cases Joaquim Cabot, són dos edificis situats al carrer de Roger de Llúria, 8-14 de Barcelona, catalogats com a bé cultural d'interès local.

## Descripció
Es tracta de dos edificis «siamesos» de planta baixa i cinc pisos, que si bé comparteixen alguns elements de composició i de decoració, presenten elements diferenciadors que s'expliquen pels diferents solars sobre els quals estan construïts.
La casa del número 8-10 mostra una organització en planta que permet la distribució típica del barri de l'Eixample. A la seva façana, podem apreciar quatre línies d'obertures, situades al costat d'un eix de simetria sobre el qual està col·locada l'entrada en planta baixa. D'aquesta façana destaca, principalment, l'ornamentació de la porta d'entrada, que fou obra dels escultors Vives i Albareda, el balcó corregut de l'última planta i els quatre potents elements de coronament. A l'interior és destacable el vestíbul, molt interessant pel disseny de les superfícies (parets i sostres) i pels fanals.
Pel que fa a la casa del número 12-14, construïda sobre un solar triangular, té una façana més ampla que permet a Vilaseca construir quatre balcons, a més d'unes àmplies tribunes pròximes a les mitgeres. El parament de la façana està format per un esgrafiat de flors blanques sobre fons vermellós, que actua com un gran tapís retallat pels balcons; aquests tenen una elegant decoració floral i semblen sostinguts per unes fines columnes. Destaca la composició emmarcada per les tribunes i els balcons correguts del principal i l'última planta i el coronament que recorda una solució emmerletada.

## Història
Van ser projectades per l'arquitecte Josep Vilaseca i Casanovas per encàrrec de Joaquim Cabot i Rovira, personalitat polifacètica i destacada de la burgesia del moment, que exercí com a orfebre, financer, escriptor i polític. Fou germà del col·leccionista d'art Emili Cabot.[2]

Edificades entre el 1901 i el 1904, aquesta cronologia ha fet que els experts les destaquin com la primera obra de Vilaseca plenament modernista.[3]

## Galeria

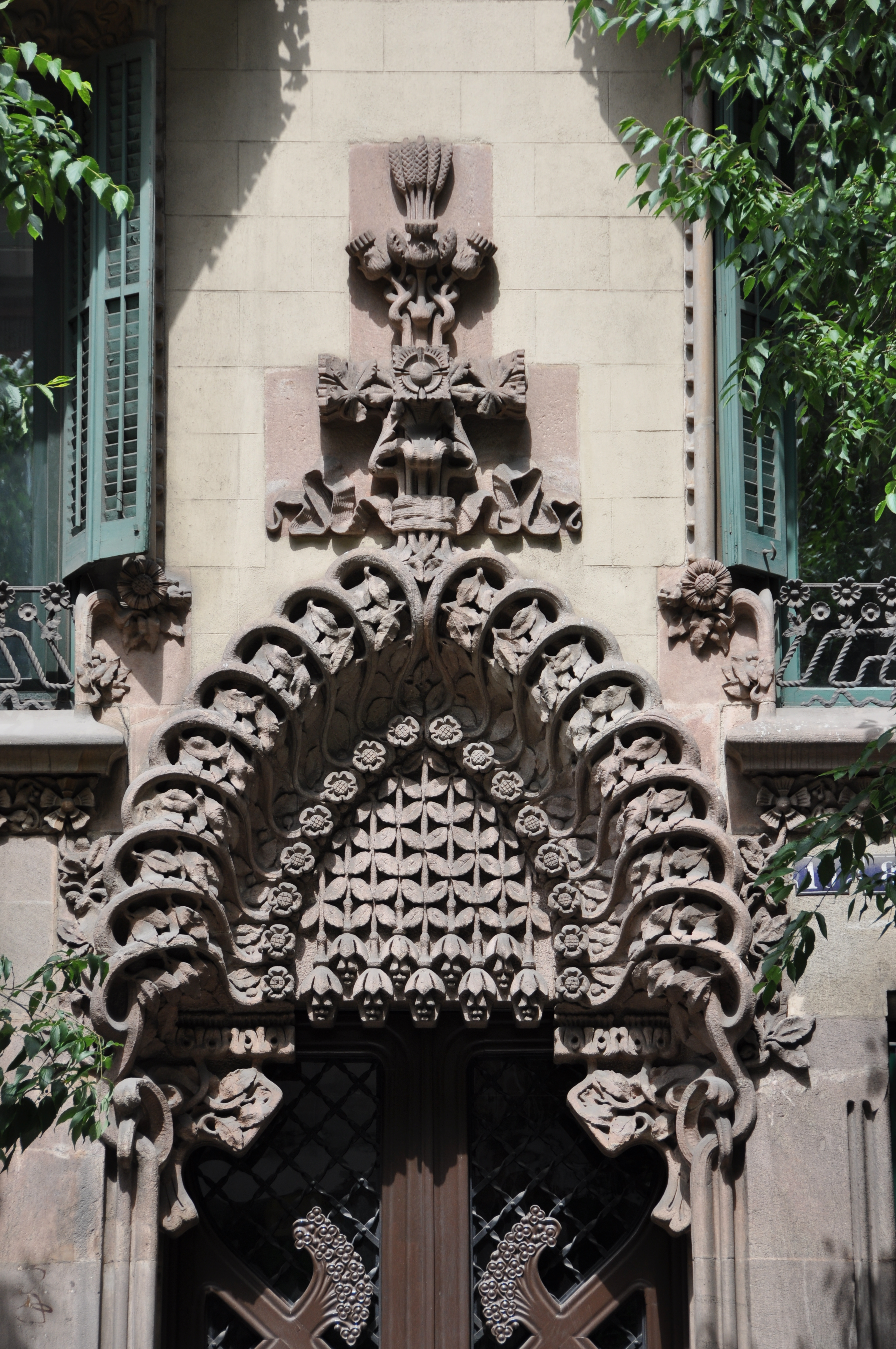
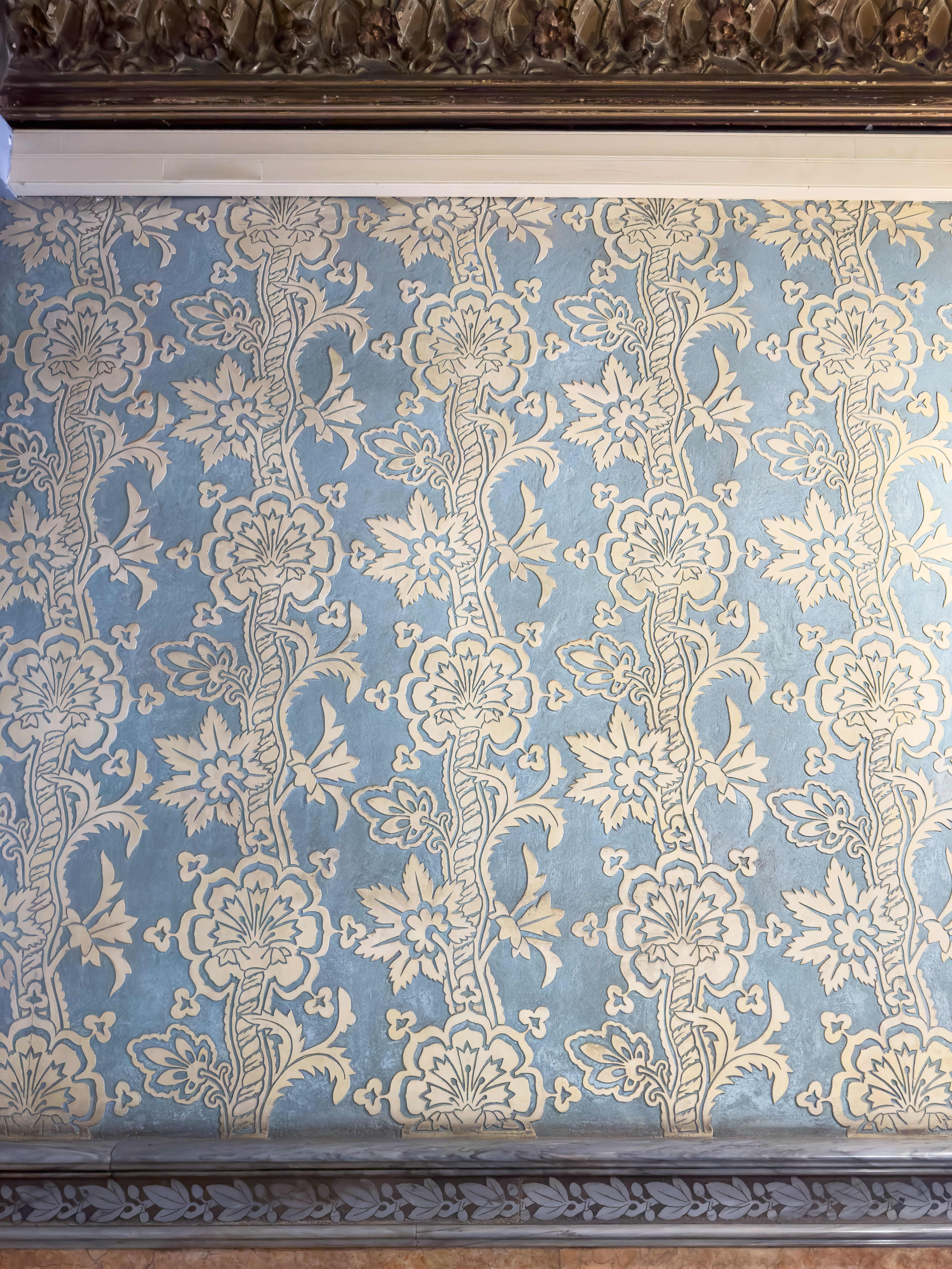
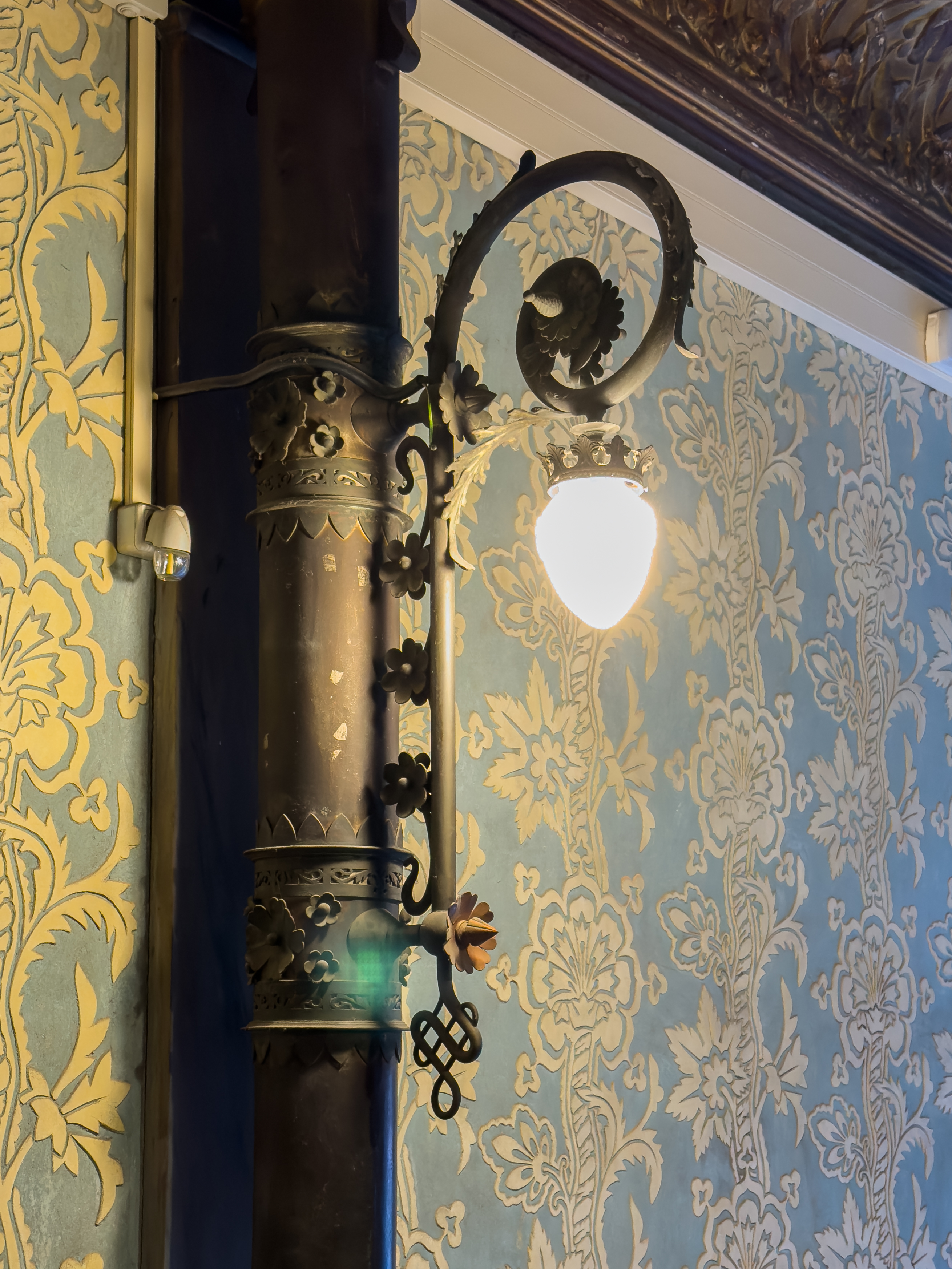
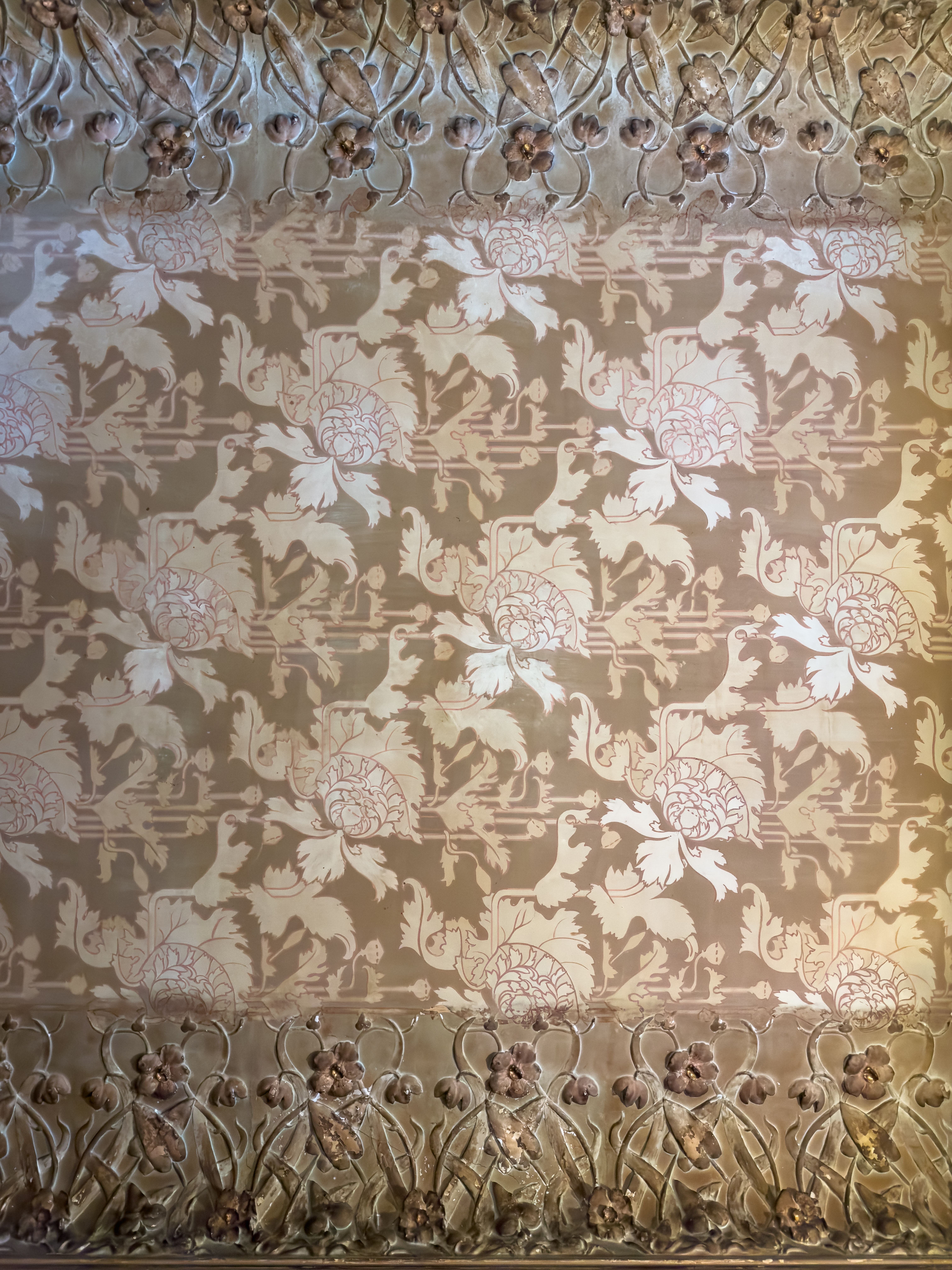